# This worldes joie
This worldes joie (This world's joy) is een compositie van Arnold Bax.
Het is een van de weinige werken voor gemengd a-capellakoor van deze Britse componist. Bax zette muziek onder een middeleeuwse en middelengelse tekst. Het werk ontstond in de schaduw van Bax’ (relatief) bekendste koorwerk Mater ora filium. In tegenstelling tot wat de tekst doet vermoeden klinkt de muziek, die uitgevoerd wordt in het trage andantetempo, droevig aan (uit de tekst: "All we shall die" en "for I (know) not whither I shall, nor how long here dwell").
Het achtstemmig koor: 2 x S, 2 x A, 2 x T, 2 x B. 
De première was weggelegd voor het Philharmonia Choir onder leiding van Charles Kennedy Scott op 5 juni 1924. Het werk werd tevens uitgevoerd tijdens de begrafenisdienst van de componist op 28 oktober 1953. Het werk is overigens minstens drie keer te horen geweest in Nederland. Op 11 en 12 november 1932 voerde het Britse koor The Tudor Singers het uit in het Haagse Diligentia en in het Muzieklyceum in Amsterdam. In 1965 werd het uitgevoerd door het Leeuwarder Bachkoor. In 2017 zijn vijf opnamen voorhanden.
William James Mathias gebruikte dezelfde tekst voor zijn cantate uit 1974.